# Bergkristall (film, 1949)
Pour plus de détails, voir Fiche technique et Distribution.
Bergkristall (en français, Cristal de roche) est un film germano-autrichien réalisé par Harald Reinl sorti en 1949.
Le premier long métrage de Harald Reinl est une adaptation de la nouvelle d'Adalbert Stifter, écrite dans deux versions en 1845 et en 1853.

## Synopsis
Le fils de fermier tyrolien Franz aime Sanna, la fille d'un teinturier de l'autre côté de la chaîne de montagnes. Son rival, un chasseur, le surprend en train de braconner, lui tire dessus et le laisse blessé. Le chasseur a ensuite un accident mortel dans une crevasse. Les villageois croient que Franz, qui est rentré chez lui grièvement blessé, est le meurtrier du chasseur disparu. Acquitté faute de preuves, il est pourtant ostracisé par tout le monde. Seule Sanna reste à ses côtés, l'épouse et est donc rejetée par son père.
À plusieurs reprises, Franz est confronté à l'accusation de meurtre, dont il souffre toute sa vie. Des années plus tard, ses deux enfants veulent chercher l'enfant Jésus au moment de Noël, car le père aigri ne tolère pas un sapin de Noël dans sa maison. Ils se perdent dans la région des glaciers et trouvent refuge dans une grotte de glace où se trouve le cadavre indemne du chasseur. Dans une opération de sauvetage conjointe, non seulement les enfants sont sauvés, mais Franz est enfin réhabilité et redécouvre sa foi en Dieu et en les hommes.

## Fiche technique
- Titre original : Bergkristall
- Réalisation : Harald Reinl assisté de Lothar Gündisch
- Scénario : Harald Reinl, Hubert Schonger, Rose Schonger
- Musique : Giuseppe Becce
- Direction artistique : Fritz Jüptner-Jonstorff
- Photographie : Josef Plesner
- Son : Hermann Storr (de)
- Montage : Harald Reinl
- Production : Josef Plesner, Hubert Schonger
- Société de production : Hubert Schonger-Filmproduktion, Josef Plesner-Filmproduktion
- Société de distribution : Hubert Schonger-Filmproduktion
- Pays de production :  Allemagne de l'Ouest,  Autriche
- Langue : allemand
- Format : Noir et blanc - 1,37:1 - Mono - 35 mm
- Genre : Drame
- Durée : 86 minutes
- Dates de sortie :
  - Autriche : 23 octobre 1949
  - Allemagne de l'Ouest : 22 décembre 1949
  - Espagne franquiste : 28 janvier 1952
  - France : 24 décembre 1954[1]

## Distribution
- Franz Eichberger : Franz Valteiner
- Maria Stolz : Sanna
- Hans Ranzi : Le teinturier de Millsdorf, le père de Sanna
- Cilli Greif : la teinturière, son épouse, la mère de Sanna
- Michael Killisch-Horn : Konrad
- Hildegard Mayr : Sannele, la sœur de Sanna
- Hans Thöni : le père de Franz Valteiner
- Robert Falch : le chasseur
- Max Krutnig : Tobias

## Autour du film
- Après que Reinl fait ses débuts en tant que réalisateur avec le court métrage Zehn Jahre später pour les producteurs Josef Plesner et Hubert Schonger, les mêmes producteurs lui donnent la chance de réaliser son premier long métrage.
- Le tournage a lieu à l'hiver 1948-1949. Les prises de vue en extérieur sont prises à Kitzbühel, dans le Kaisergebirge, sur le Tuxer Joch, sur l'Oberes Gericht et sur le glacier de Hintertux. Outre les acteurs nommément cités, le film met également en scène des agriculteurs, des chasseurs et des bergers du Tyrol.